# Kryżówka (obwód miński)
Kryżówka (biał. Крыжоўка, ros. Крыжовка) – wieś na Białorusi, w obwodzie mińskim, w rejonie mińskim, w sielsowiecie Zdanowicza.
W Kryżówce znajduje się przystanek kolejowy Kryżówka na linii Mińsk - Wilno.